# دمچه‌ای شمالی
دمچه‌ای شمالی (نام علمی: Sylvietta brachyura) نام یک گونه از سرده دمچه‌ای‌ها است.